# Kindle ダイレクト・パブリッシング
Kindle ダイレクト・パブリッシング （KDP）は、Amazon.comが運営するセルフ出版サービス。AmazonKindleストアで出版コストなしに世界中で本を出版・販売することができる。

## 歴史
2012年10月、Kindleストアの日本国内サービス開始